# Steve Bull
Pour les articles homonymes, voir Bull (homonymie).
Steve Bull, né le 28 mars 1965 à Tipton (Angleterre), est un footballeur anglais, qui évoluait au poste d'attaquant à Wolverhampton Wanderers et en équipe d'Angleterre.
Bull a marqué quatre buts lors de ses treize sélections avec l'équipe d'Angleterre entre 1989 et 1990. Il participe à la Coupe du monde 1990.

## Carrière
- 1985-1986 : West Bromwich Albion
- 1986-1999 : Wolverhampton Wanderers
- 2000-2001 : Hereford United  [1]

Une grande rivalité l'a opposé au joueur de Leicester City, Steve Walsh.

## Palmarès

### En équipe nationale
- 13 sélections et 4 buts avec l'équipe d'Angleterre entre 1989 et 1990.
- Quatrième de la Coupe du monde de football de 1990.

### Avec Wolverhampton Wanderers
- Vainqueur du Championnat d'Angleterre de football D3 en 1989.
- Vainqueur du Championnat d'Angleterre de football D4 en 1988.
- Vainqueur du Football League Trophy en 1988.